# Бифмастер
Бифмастер (Beefmaster) — мясная порода крупного рогатого скота.
Выведена в 1908—1937 гг. на фермах Эда и Тома Ласатеров (Lasater) на ранчо в штатах Техас и Колорадо, путём скрещивания коров герефордской и шортгорнской пород с быками зебу породы брахман. С 1937 г. порода разводилась «в себе».
Зарегистрирована Министерством сельского хозяйства США в 1954 году.
Единственными принципами отбора были 6 показателей: нрав, плодовитость, вес, экстерьер, выносливость, молочная продуктивность. Отбраковывались все коровы с абортами, мертворождениями и трудными родами, и тёлки, не достигшие половой зрелости в 14-месячном возрасте.
Средний вес быков 650 (до 1200) кг, коров — 530 (до 800) кг, средний вес телят при рождении 35 кг, при отъёме в 8-месячном возрасте тёлочки 250, бычки 300 кг. Убойный выход — 60 и более процентов. Вкусовые качества мяса — отличные. Костей — 15 % от массы туши.
Одна из особенностей породы — высокая конверсия корма. Другие полезные качества — устойчивость к инфекционным и паразитарным заболеваниям, к холоду, жаре, к влажному или засушливому климату, к укусам кровососущих насекомых.